# Лук'янова Ірина Сергіївна
Ірина Сергіївна Лук'янова (13 лютого 1967, Київ — 5 травня 2023, Київ) — українська лікарка-кардіолог, перинатолог, фахівець з ультразвукової діагностики вищої категорії. Доктор медичних наук (2003), професор (2008). Лауреатка Державної премії України в галузі науки і техніки (2006). Дослідниця серцевої недостатності у вагітних, пренатальної діагностики вроджених вад серця у плода та новонародженого.
Майже 30 років — наукова співробітниця Інституту педіатрії, акушерства і гінекології НАМН України (1996—2023), з яких 19 років — завідувачка наукового відділення променевої діагностики та пренатальної кардіології. Авторка понад 200 наукових робіт, зокрема близько 40 авторських свідоцтв на винаходи. Учениця професорок Лєни Гутман та Валентини Дашкевич.

## Життєпис
Народилась 13 лютого 1967-го року у Києві.
У 1990-му році закінчила Київський медичний інститут за спеціальністю «Лікувальна справа». Відтоді ж — наукова співробітниця Інституту кардіології імені академіка М. Д. Стражеска.
У 1995-му році здобула науковий ступінь кандидата медичних наук, захистивши дисертацію на тему «Результаты восстановительного лечения и продолжительность сроков временной нетрудоспособности у больных, перенесших прогрессирующую стенокардию».
З 1996-го року — наукова співробітниця Інституту педіатрії, акушерства і гінекології НАМН України. У 2003-му році здобула науковий ступінь доктора медичних наук, захистивши дисертацію на тему «Серцева недостатність у вагітних: клініко-патофізіологічні особливості, прогнозування ускладнень, профілактика та лікування» (наукова консультантка — професор Лєна Гутман).
У 2004-му році обійняла посаду завідувачки наукового відділення променевої діагностики та пренатальної кардіології. У 2008-му році затверджена у вченому званні професора.

Могила Ірини Лук'янової, Байкове кладовище

Померла на 57-му році життя 5 травня 2023-го року. Похована разом з родиною на Байковому кладовищі (ділянка № 50, 50°25′17.96″ пн. ш. 30°30′26.1″ сх. д. / 50.4216556° пн. ш. 30.507250° сх. д.).

### Родина
- Бабуся — лікарка-педіатр, доктор медичних наук Олена Лук'янова (1922—2014).
- Дідусь — лікар-нейрохірург, завідувач поліклінічного відділення Інституту нейрохірургії АН УРСР Тимофій Лук'янов (1897—1971).
- Батько — авіаційний інженер, у минулому — начальник Управління розвитку авіаційного транспорту Державного департаменту авіаційного транспорту України Сергій Лук'янов (нар. 1944)[3].

## Наукова діяльність
Дослідниця серцевої недостатності у вагітних, пренатальної діагностики вроджених вад серця у плода та новонародженого. Авторка понад 200 наукових робіт, зокрема близько 40 авторських свідоцтв на винаходи. Наукова керівниця, консультантка та педагог докторів та кандидатів наук, зокрема Інесси Сафонової, Бориса Тарасюка тощо.
Фахівець з ультразвукової діагностики вищої категорії. Членкиня Української Асоціації фахівців ультразвукової діагностики. Членкиня спеціалізованої вченої ради з променевої діагностики та променевої терапії Київської медичної академії післядипломної освіти імені П. Л. Шупика, постійна консультантка відділення акушерської кардіології та кардіохірургії Національного інституту серцево-судинної хірургії імені Миколи Амосова НАМН України.
У 2006 році, разом з колегами, нагороджена Державною премією України в галузі науки і техніки «за наукову розробку, організацію та впровадження системи санаторно-курортного оздоровлення і лікування вагітних в Україні».

## Науковий доробок (частковий)
- «Особливості проліферативних реакцій структур плаценти при інкорпоруванні радіонуклідів: морфологія та імуногістохімія (огляд літератури та власних досліджень)» / Т. Д. Задорожна, І. С. Лук'янова, В. Є. Дашкевич, Ю. Г. Антіпкін, С. М. Покришко, О. І. Єщенко, М. А. Мендель, Ю. В. Давидова, Д. Хеншоу, Т. Хата // Журн. Акад. мед. наук України. — 1999. — 5, № 4. — С. 679—693.
- «Серцева недостатність у вагітних: клініко-патофізіологічні особливості, прогнозування ускладнень, профілактика та лікування»: дис. д-ра мед. наук : 14.01.11 ; 14.01.01 / Лук'янова Ірина Сергіївна ; АМН України, Ін-т педіатрії, акушерства та гінекології. — К., 2003. — 374 арк.
- «Хомвіокорин-n в лікуванні хронічної серцевої недостатності у вагітних» / Л. Б. Гутман, І. М. Мелліна, І. С. Лук'янова, К. Г. Апресова // Вісник наукових досліджень. — 2003. — № 1. — С. 110—111.
- «Вроджені вади серця у плода: основні аспекти етіології та фактори ризику» / І. С. Лук'янова, Я. О. Сопко // Перинатологія та педіатрія. — 2004. — № 2. — С. 47-51.
- «Особливості матково-плацентарного та плодового кровотоку у жінок, оперованих на щитовидній залозі, та перебіг ранньої неонатальної адаптації їх новонароджених» / І. С. Лук'янова, Ю. В. Давидова, О. М. Дзюба, Т. В. Куріліна // Перинатологія та педіатрія. — 2004. — № 1. — С. 6-8.
- «Особливості матково-плацентарної і плодової гемодинаміки при цукровому діабеті» / Т. В. Авраменко, І. С. Лук'янова // Перинатологія та педіатрія. — 2004. — № 3. — С. 6-9.
- «Значення комплексного доплерометричного вивчення матково-плодово-плацентарного кровообігу для оцінки стану плода» / І. С. Лук'янова, С. М. Янюта, В. П. Присяжнюк // Здоровье женщины. — 2005. — № 4. — С. 59-61.
- «Морфологічні особливості хоріона та плаценти II та III триместрів вагітності при вроджених вадах серця у плода» / Т. Д. Задорожна, І. Ю. Гордієнко, Я. О. Сопко, Т. М. Арчакова, І. С. Лук'янова // Здоровье женщины. — 2005. — № 4. — С. 62-64.
- «Особливості ехографічної структури печінки при муковісцидозі у дітей» / Б. А. Тарасюк, І. С. Лук'янова, Н. І. Гончаренко, С. Г. Бартєн'єв // Педіатрія, акушерство та гінекологія. — 2005. — № 5. — С. 18-20.
- «Сучасний погляд на інструментальні методи дослідження мікроциркуляції» / І. С. Лук'янова, Б. А. Тарасюк, Н. І. Гончаренко, О. Б. Динник // Здоровье женщины. — 2005. — № 2. — С. 218—221.
- «Значення аналізу варіабельності та порушень серцевого ритму у вагітних з кардіоваскулярною патологією» / І. С. Лук'янова, Т. Р. Вержанська, К. Г. Апресова // Перинатология и педиатрия. — 2006. — № 1. — С. 9-11.
- «Сучасний погляд на можливості ультразвукової доплерометрії в діагностиці патології фетоплацентарного комплексу: (Огляд л-ри)» / І. М. Сафонова, І. С. Лук'янова // Перинатология и педиатрия. — 2006. — № 4. — С. 135—140.
- «Сучасні методи вивчення ендотеліальної дисфункції у дітей» / Н. І. Гончаренко, І. С. Лук'янова, Б. А. Тарасюк, В. С. Березенко, І. Ю. Омельяненко // Перинатология и педиатрия. — 2006. — № 1. — С. 53-55.
- «Ехографічні особливості запальних захворювань нирок у вагітних» / І. С. Лук'янова, Б. А. Тарасюк, І. М. Сафонова, Г. Ф. Медведенко, Т. Р. Вержанська // Перинатология и педиатрия. — 2007. — № 1. — С. 29-31.
- «Лікувально-профілактичні заходи у вагітних з вадами серця» / Л. Б. Гутман, І. С. Лук'янова, К. С. Малиновська // Вестн. физиотерапии и курортологии. — 2007. — Спец. вып. — С. 85. — укp.
- «Особливості матково-плацентарного кровоплину, плодової гемодинаміки та перебіг періоду ранньої постнатальної адаптації новонароджених у жінок з миготливою аритмією» / А. Ю. Лиманська, І. С. Лук'янова, Г. С. Єрмолова // Педіатрія, акушерство та гінекологія. — 2007. — № 2. — С. 52-54.
- «Артеріальна гемодинаміка фетоплацентарного комплексу в III триместрі вагітності жінок із запальними захворюваннями нирок» / І. М. Сафонова, І. С. Лук'янова, Р. Я. Абдуллаєв, Р. А. Сафонов // Укр. радіол. журн. — 2008. — 16, № 4. — С. 380—385.
- «Діагностика порушень мікроциркуляторного кровоплину у дітей з бронхіальною астмою» / Н. І. Гончаренко, І. С. Лук'янова, Т. Р. Уманець // Педіатрія, акушерство та гінекологія. — 2008. — № 4. — С. 46.
- «Можливості ультразвукової діагностики судинних порушень кишечнику при синдромі портальної гіпертензії у дітей» / Б. А. Тарасюк, І. С. Лук'янова, О. Д. Іголкіна, В. В. Яременко, Н. І. Гончаренко // Клініч. хірургія. — 2008. — № 7. — С. 28-30.
- «Можливості ехографічної діагностики стану лімфатичних вузлів черевної порожнини та позачеревного простору у дітей» / Б. А. Тарасюк, І. С. Лук'янова, О. К. Слєпов, Н. Т. Ремінна, В. П. Сорока // Перинатология и педиатрия. — 2009. — № 4. — С. 77-78.
- «Особливості кровопостачання матково-плацентарного комплексу у вагітних із трубною безплідністю запального генезу в анамнезі» / І. С. Лук'янова, О. В. Мілєвський // Здоровье женщины. — 2009. — № 3. — С. 82-86.
- «Ультразвукова характеристика фетоплацентарного комплексу та особливості біофізичного профілю плода в жінок із запальними захворюваннями нирок наприкінці III триместру вагітності» / І. М. Сафонова, І. С. Лук'янова // Здоровье женщины. — 2009. — № 1. — С. 119—122.
- «Стан системи мати — плацента — плід за даними інструментальних методів дослідження у вагітних з вродженими вадами серця» / Ю. В. Давидова, І. С. Лук'янова, М. Є. Кирильчук, О. М. Дзюба // Здоровье женщины. — 2010. — № 1. — С. 221—223.
- «Стан тазової гемодинаміки у жінок з безплідністю, яка супроводжується хронічним тазовим болем» / А. Є. Дубчак, І. С. Лук'янова, І. М. Мандзій // Здоровье женщины. — 2012. — № 2. — С. 169—171.
- «Стан плода та новонародженого у вагітних із серцево-судинною патологією за даними кардіотокографії та доплерометрії» / О. М. Дзюба, І. С. Лук'янова, Ю. В. Давидова, Г. Ф. Медведенко // Здоровье женщины. — 2013. — № 10. — С. 169—171.
- «Особливості матково-плацентарного і плодового кровотоку у вагітних, хворих на кардіоміопатії (за даними доплерометричного дослідження)» / І. С. Лук'янова, Г. С. Янюта, Я. О. Сопко, О. С. Янюта // Здоровье женщины. — 2014. — № 3. — С. 74-77.
- «Респіраторні порушення в новонароджених: особливості ультрасонографічної картини та стану гемодинаміки» / І. С. Лук'янова, Г. Ф. Медведенко, О. Д. Жадан, Б. А. Тарасюк, О. М. Дзюба // Перинатология и педиатрия. — 2014. — № 4. — С. 49-53.
- «Стан центральної та внутрішньосерцевої гемодинаміки плода при наявності плацентарної дисфункції у вагітних» / І. С. Лук'янова, О. М. Дзюба // Лучевая диагностика, лучевая терапия. — 2014. — № 1/2. — С. 55-58.
- «Структурно-функціональні особливості стану шлунка і дванадцятипалої кишки у дітей з хронічними захворюваннями респіраторної системи за даними ехографії» / Т. А. Грідіна, Б. А. Тарасюк, І. С. Лук'янова // Лучевая диагностика, лучевая терапия. — 2014. — № 3/4. — С. 28-34.
- «Випадок пренатальної діагностики та успішного лікування двобічного хілотораксу, ускладненого компресією гіпоплазованих легень і асфіксією, у новонародженої дитини» / О. К. Слєпов, Ю. В. Давидова, І. С. Лук'янова, О. П. Пономаренко, О. П. Гладишко, С. І. Курінний, О. Г. Шипот // Перинатология и педиатрия. — 2015. — № 4. — С. 29-32.
- «Ультразвукова перинатальна оцінка структурно-функціональних особливостей венозної протоки (огляд літератури та власні спостереження)» / О. Д. Жадан, Б. А. Тарасюк, І. С. Лук'янова, Г. Ф. Медведенко // Перинатология и педиатрия. — 2015. — № 1. — С. 108—111.
- «Ультразвукова діагностика хвороби Крона у дітей» / Б. А. Тарасюк, І. М. Дикан, І. В. Андрущенко, І. С. Лук'янова // Лучевая диагностика, лучевая терапия. — 2017. — № 3. — С. 32-35.
- «Жовтяниці новонароджених: особливості ехографічних проявів» / І. С. Лук'янова, Г. Ф. Медведенко, Б. А. Тарасюк, О. В. Головченко, В. В. Солодущенко // Перинатология и педиатрия. — 2018. — № 4. — С. 87-92.
- «Значення ультразвукового дослідження в пізні терміни вагітності для прогнозування раннього виявлення невідкладних станів у новонароджених (за матеріалами власних досліджень)» / І. С. Лук'янова, Г. Ф. Медведенко, Л. А. Іванова, Б. А. Тарасюк // Перинатология и педиатрия. — 2018. — № 2. — С. 52-56.
- «Особливості ультразвукової структури підшлункової залози при бронхіальній астмі і рецидивуючому бронхіті у дітей» / Т. А. Грідіна, Б. А. Тарасюк, І. С. Лук'янова, О. В. Головченко // Лучевая диагностика, лучевая терапия. — 2018. — № 4. — С. 22-28.
- «Поліп товстого кишечника у дитини: випадок з практики» / Б. А. Тарасюк, О. П. Джам, А. Ю. Палкін, І. С. Лук'янова, Ю. П. Терницька, А. О. Степанов, В. В. Солодущенко // Лучевая диагностика, лучевая терапия. — 2018. — № 4. — С. 81-84.
- «Особливості перинатальної діагностики й тактики при вроджених вадах серця (досвід ДУ „Інститут педіатрії, акушерства і гінекології імені академіка О. М. Лук'янової НАМН України“, 2015—2019 рр.)» / І. С. Лук'янова, Г. Ф. Медведенко, О. М. Дзюба, Б. А. Тарасюк // Укр. журн. перинатологія і педіатрія. — 2019. — № 4. — С. 24-29.
- «Сучасні можливості вивчення ехографічних проявів хвороби Вільсона у дітей» / І. М. Дикан, Б. А. Тарасюк, І. С. Лук'янова, В. Ф. Коробко, В. В. Солодущенко, І. В. Андрущенко // Radiation Diagnostics, Radiation Therapy. — 2019. — № 3. — С. 38-44.
- «Артеріовенозна мальформація вени Галена: пренатальна діагностика і постнатальні наслідки (аналіз даних літератури та власних спостережень)» / І. С. Лук'янова, Г. Ф. Медведенко, Л. Л. Марущенко, О. В. Головченко, Г. С. Янюта // Укр. журн. перинатологія і педіатрія. — 2020. — № 3. — С. 46-53.
- «Некомпактний мiокард лiвого шлуночку в новонародженого: дані літератури та клiнiчний випадок» / О. М. Дзюба, І. С. Лук'янова, Г. Ф. Медведенко, Н. І. Вітковська // Укр. журн. перинатологія і педіатрія. — 2020. — № 2. — С. 114—118.
- «Сучасні підходи до проблеми затримки внутрішньоутробного росту плода: від причин до віддалених наслідків» / Ю. В. Давидова, І. С. Лук'янова, А. Ю. Лиманська, О. М. Дзюба, Л. П. Бутенко, О. М. Кравець // Укр. журн. перинатологія і педіатрія. — 2020. — № 1. — С. 45-53.
- «Стан провізорних органів у плодів при вітальних та летальних аномаліях (огляд літератури)» / Г. О. Гребініченко, І. Ю. Гордієнко, І. С. Лук'янова, О. М. Дзюба, Г. Ф. Медведенко // Український журнал перинатологія і педіатрія. — 2021. — № 4. — С. 44-51.
- «Патологія провізорних органів, ускладнення вагітності, пологів і стан малюків при вроджених вадах сечовидільної та нервової систем» / І. С. Лук'янова, І. Ю. Гордієнко, Г. Ф. Медведенко, Г. О. Гребініченко, Б. А. Тарасюк // Український журнал перинатологія і педіатрія. — 2022. — № 3. — С. 15-21.

### Авторські свідоцтва на винаходи (у співавторстві)
- 2001 — «Спосіб прогнозування ефективності негормональної терапії при ранній менопаузі»
- 2001 — «Спосіб діагностики евакуаторної функції шлунка у дітей»
- 2002 — «Спосіб ранньої діагностики гіпоксичних ускладнень у плода»
- 2002 — «Спосіб вибору методу розродження вагітних із захворюваннями серцево-судинної системи»
- 2003 — «Спосіб прогнозування ефективності застосування негормональних засобів профілактики синдрому хірургічної менопаузи у жінок після гістеректомії без оваріоектомії»
- 2005 — «Спосіб диференційованого лікування анемії у вагітних»
- 2005 — «Спосіб лікування постгіпоксичних порушень у новонароджених»
- 2006 — «Спосіб диференціальної діагностики хронічних дифузних захворювань печінки у дітей»
- 2007 — «Спосіб діагностики хронічних дифузних захворювань печінки»
- 2007 — «Спосіб діагностики міокардіального резерву у вагітних з серцево-судинною патологією»
- 2007 — «Спосіб діагностики хронічних захворювань нирок у вагітних»
- 2008 — «Спосіб діагностики порушень функціонального стану ендотелію мікросудин у дітей»
- 2008 — «Спосіб діагностики ураження кишечнику при підпечінковій формі портальної гіпертензії у дітей»
- 2008 — «Спосіб удосконалення діагностики муковісцидозу у дітей»
- 2008 — «Спосіб діагностики муковісцидозу у дітей шляхом ехографії привушної залози»
- 2009 — «Спосіб діагностики дифузних захворювань печінки у дітей»
- 2010 — «Спосіб оцінки стану електричної активності серця у жінок під час проведення операції кесарева розтину»
- 2011 — «Спосіб діагностики порушень стану плода у жінок з гестаційним діабетом»
- 2012 — «Спосіб діагностики панкреатиту у дітей»
- 2012 — «Спосіб діагностики ураження товстого кишечника у дітей»
- 2013 — «Спосіб діагностики передчасних пологів у жінок з групи перинатального ризику»
- 2014 — «Спосіб діагностики стану плода та новонародженого у вагітних із серцево-судинною патологією»
- 2014 — «Спосіб діагностики рефлюкс-езофагіту у дітей»
- 2015 — «Спосіб оцінки ефективності блокаторів кальцієвих каналів у дітей із системними захворюваннями сполучної тканини»
- 2015 — «Спосіб оцінки стану судин мікроциркуляторного русла у вагітних з цукровим діабетом»
- 2016 — «Спосіб визначення точної локалізації катетера у пупковій вені новонародженого»
- 2017 — «Спосіб прогнозування змін стану шийки матки у вагітних з істміко-цервікальною недостатністю»
- 2017 — «Спосіб діагностики діабетичної фетопатії плода у жінок з гестаційним діабетом»
- 2018 — «Спосіб моніторування стану плоду під час операції на серці матері зі штучним кровообігом»
- 2021 — «Спосіб діагностики цирозу печінки у дітей»